# Monte Caucaso
Il monte Caucaso, 1245 m, è un rilievo dell'Appennino Ligure che domina il tratto centrale della Val Fontanabuona.

## Geografia

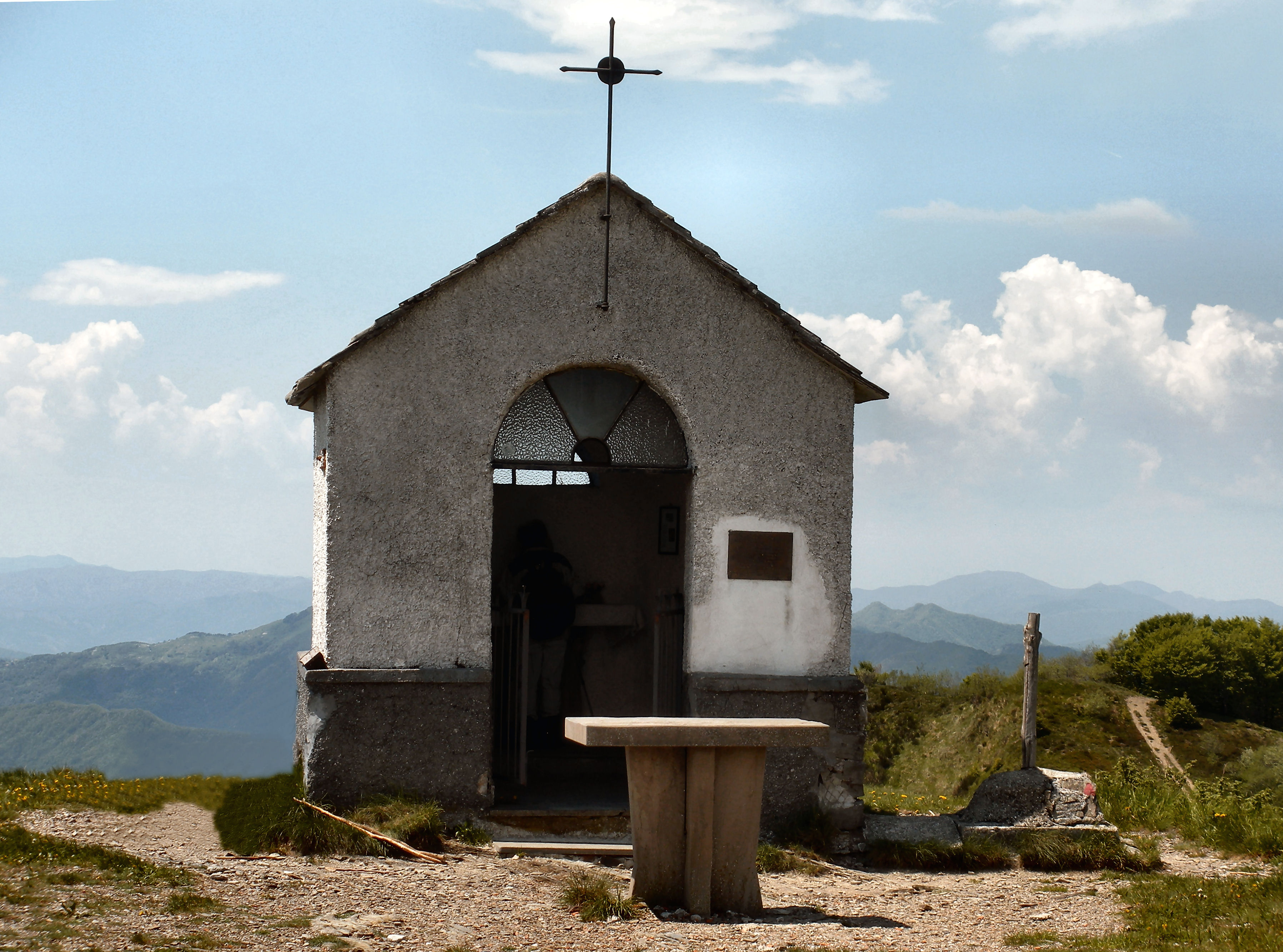
La cappelletta sul monte Caucaso

Leggermente distaccato dallo spartiacque ligure - padano, il monte Caucaso sovrasta le località di Neirone e Moconesi con i propri scoscesi versanti occidentali e meridionali, viceversa i pendii rivolti a settentrione digradano moderatamente verso la frazione di Barbagelata e il Passo della Scoglina.
A differenza dei versanti sud e ovest, i fianchi nord e est del monte Caucaso sono ricoperti da splendidi boschi di faggio e da qui nasce il torrente Aveto. 
In tempi recenti la Comunità montana Fontanabuona ha realizzato un rifugio escursionistico sul sedime esistente di un vecchio avamposto militare.

## Accesso alla cima
Diversi i sentieri che conducono alla sommità: tra questi la via che parte dalla Scoglina e il ripido percorso che sale da Neirone. Un altro sentiero ha inizio dall'abitato di Barbagelata, da dove la notte di San Silvestro viene condotta a piedi una fiaccolata fino alla cappella dedicata alla Madonna posta sulla vetta del monte.
Dalla cima bel panorama sulla val Fontanabuona e il monte Ramaceto, sui gruppi del monte Maggiorasca e monte Antola, e in condizioni atmosferiche favorevoli sulle Alpi Marittime e, verso il mare, sulla Corsica e l'arcipelago toscano.

## Tutela naturalistica
La montagna e l'area circostante fanno parte del SIC (Sito di importanza comunitaria) denominato M. Caucaso (codice: IT1331811)